# Euplassa organensis
Euplassa organensis är en tvåhjärtbladig växtart. Euplassa organensis ingår i släktet Euplassa och familjen Proteaceae.

## Underarter
Arten delas in i följande underarter:
- E. o. laxiflora
- E. o. organensis